# Denise Mahoney
La dottoressa Denise Mahoney è un personaggio della  serie televisiva statunitense Scrubs - Medici ai primi ferri interpretata da Eliza Coupe.

## Personaggio
È una specializzanda introdotta nell'ottava stagione come personaggio secondario, per poi diventare uno dei protagonisti della nona e ultima stagione. Al suo ingresso nell'ospedale Sacro Cuore l'attenzione è concentrata, oltre che su di lei, anche su altre due specializzandi, Katie e Ed, probabile richiamo alla prima stagione rievocando l'inizio dell'internato di JD, Elliot Reid e Turk ai tempi in cui erano loro il trio degli specializzandi, benché al contrario di Denise gli altri due sono successivamente usciti di scena.
È un buon medico; nei primi tempi, pur mostrando intuito nel diagnosticare le malattie, alle volte si è rivelata troppo affrettata nelle sue deduzioni, oltre a essere distratta e disattenta nei suoi compiti. Nell'ultima stagione, come responsabile degli specializzandi, si rivela molto più seria e preparata nel suo ruolo, oltre a essere in alcuni casi un mentore comprensivo.
Ben poco si sa sulla sua famiglia, poiché ne parla raramente; afferma di non andare molto d'accordo con i parenti. Sua madre è morta quando Denise era molto piccola, dato che come ha ammesso più volte non ha mai avuto modo di conoscerla. Una volta ha raccontato un aneddoto sul padre secondo il quale lui investì di proposito il suo cane, anche se in realtà era una bugia.
La sua relazione più duratura nella serie, nonché l'unica in cui si è sentita coinvolta emotivamente, è stata con Drew. Prima di lui ha avuto una breve avventura con Derek, specializzando di chirurgia, ma la loro è stata solo una storia di sesso. Lei stessa ha ammesso che stava con lui solo per carenza di autostima.

## Carattere
All'inizio è dura, fredda e insensibile con i pazienti e restia verso qualsiasi manifestazione di vulnerabilità o di emozione. Si comporta così principalmente per celare la sua insicurezza; con il tempo però inizia a mostrarsi più umana nonché aperta ai rapporti sociali. A volte esordisce davanti a un problema medico con battute sprezzanti, principalmente per sminuire il problema. Essere gentile non è una cosa che le riesce facile, addirittura quando gli altri cercano di essere con lei amichevoli o cordiali la cosa la mette fortemente a disagio, innescando in lei reazioni rabbiose.
Il motivo che l'ha spinta a scegliere la carriera medica è dovuto al fatto che ha sempre trovato affascinante l'anatomia umana (oltre al fatto che, per sua stessa ammissione, le piacciono i camici). Probabilmente il motivo per cui non è brava a essere empatica con i pazienti è perché fatica ad accettare il fattore emotivo nella medicina, benché anche lei sappia preoccuparsi per loro alle volte. Per esempio in Il mio comedy show aveva preso sinceramente a cuore le condizioni della sua paziente Brianna, oltre a restare vicino a Ryan in I nostri modelli di comportamento, il figlio di una sua paziente terminale.
Pur essendo una ragazza molto bella i suoi atteggiamenti sono tutt'altro che femminili, tanto che si comporta come un uomo. Dice sempre tutto quello che pensa, noncurante di quanto le sue parole possano sembrare inopportune o sgradevoli. Può diventare meschina e vendicativa quando qualcuno le fa un torto. Non sempre gradisce i comportamenti bizzarri dei suoi colleghi, ma li asseconda con rassegnazione.

## Stranezze
In linea con la sua incapacità di interagire con i pazienti ha molti problemi anche nei rapporti di coppia. Preferisce uomini grassi perché secondo lei sono amanti migliori in quanto per loro è più raro fare sesso con ragazze avvenenti e di conseguenza (per senso di gratitudine) si impegnano di più, anche se ciò la porta a provare disgusto nei propri riguardi. Ciò a quanto pare ha rappresentato solo una fase di passaggio, infatti nella nona stagione non ha mostrato più molto interresse per gli uomini in sovrappeso. Come lei stessa ha ammesso sedurre uomini è la cosa che le riesce meglio, oltre al fatto che il sesso rappresenta per lei un modo per soffocare il suo problema legato al suo poco amor proprio. Nonostante tutto Cole la disgusta così tanto da essere refrattaria a ogni suo tentativo di sedurla.
Non le piacciono le punture di siringa, come ha ammesso generano in lei un senso di agitazione al punto da iniziare a bestemmiare. Adora i kiwi e le braciole di maiale, le piaccioni anche i videogiochi. Tranne che in rare occasioni preferisce non indossare abiti femminili. Ha varie divise da hockey.
Definisce Sunny la sua migliore amica benché si astenga dal passarci tempo insieme. JD, fin dal momento in cui Denise ha iniziato il suo internato in ospedale, ha sentito il bisogno di darle il soprannome di "Jo" perché a suo dire somiglia all'omonimo personaggio di L'albero delle mele.

## Relazioni con gli altri personaggi

### JD
JD ha fatto da mentore a Denise quando lei ha iniziato il suo internato al Sacro Cuore. All'inizio il rapporto tra i due non è stato molto idilliaco, benché Denise per spirito di professionalità lo abbia quasi sempre assecondato. In ogni caso ciò che ha reso un po' burrascoso il loro rapporto è la loro diversità di carattere; infatti JD è una persona emotiva, sia nel lavoro che nella vita, l'esatto opposto di Denise, tanto da rimanere quasi inorridito dal cinismo della ragazza. Tuttavia JD impara ad accettare le loro diversità, addirittura vedendo nel carattere distaccato di Denise un improbabile pregio: lui infatti ammette che tiene troppo ai pazienti, tanto che a volte non è disposto a correre dei rischi a livello medico, con il risultato che non sempre fa ciò che è meglio per loro. Al contrario Denise non si fa remore di questo genere e ciò la porta a scelte più mature. Quasi a bilanciare i comportamenti effemminati di JD lei invece si comporta come se fosse un uomo: una volta è arrivata a dire «Tu sei in contatto con le tue emozioni e io reprimo le mie, io sono il vero uomo e tu la femminuccia».

### Elliot Reid
Quello tra Elliot e Denise è un rapporto decisamente amichevole; probabilmente Elliot come mentore è riuscita ad avere su di lei un impatto più decisivo rispetto a quello di JD. In varie occasioni si è rivelata un'insegnante quasi severa o intransigente, anche se Denise pur in disaccordo con lei ha sempre constatato che le osservazioni di Elliot (forte del fatto che come medico ha più esperienza di lei) sono spesso giuste. Se Denise è riuscita a diventare una persona più socievole nel corso della serie probabilmente è stato per merito di Elliot: lei stessa l'ha convinta a fare più vita sociale quando aveva notato che Denise stava investendo tutto il suo tempo nel lavoro, facendole invece capire quanto sia importante alternare la carriera e i legami affettivi.

### Christopher Turk
Indubbiamente Denise e Turk con il tempo diventano buoni amici. All'inizio tra i due non c'è mai stata interazione di tipo sociale; è solo nell'ultima stagione che Denise ha iniziato a legare con lui. Probabilmente Turk è la persona con cui ha un rapporto più amichevole tra i suoi colleghi, inoltre quando lo vede triste si preoccupa sincermente per lui, cosa che va contro la sua indole. In assenza di JD, quando quest'ultimo lascia l'ospedale, Turk inizia a sentirsi solo, e infatti impara a vedere in Denise una buona amica, quasi un "sostituto". Denise capisce quanto Turk abbia bisogno di una figura amica che possa aiutarlo a trovare divertente il tempo che trascorre in ospedale; lui e Denise in qualche modo diventano complici in comportamenti infantili. È stato Turk che all'inizio le ha dato il coraggio di dare a Drew una possibilità, vedendola a disagio davanti ai sentimenti che iniziava a provare per lui.

### Perry Cox
Denise è una delle pochissime persone con cui Perry riesca ad andare d'accordo, infatti dal momento in cui hanno iniziato a lavorare insieme Perry ha ammesso che Denise le piace. Ciò è chiaramente dovuto al fatto che caratterialmente loro due sono identici: entrambi sono introversi, sarcastici, arcigni e poco inclini a mostrare i loro sentimenti. Nonostante tutto Perry non si astiene dal rimproverarla quando lei commette degli errori. In un episodio della nona stagione Perry e Denise (ormai quest'ultima responsabile degli specializzandi) si sfidano per contendersi le attenzioni degli specializzandi; Denise - nonostante Cox sia il suo capo - non esita a tenergli testa, in maniera analoga al modo in cui lo stesso Perry, quando era lui a rivestire la posizione di Denise, sfidava Kelso. Tuttavia i due appianano le loro divergenze quando capiscono che è meglio fare fronte comune, anche perché entrambi adorano dare il tormento agli specializzandi.

### Drew Suffin
Quella con Drew è stata l'unica relazione seria che Denise ha avuto nella serie; la loro è iniziata come una storia di sesso, ma gradualmente si è evoluta in qualcosa di più profondo per entrambi. Drew è l'unico che riesce a gestire il carattere della ragazza, infatti sono molto simili: prendono le cose con ironia e preferiscono essere indipendenti, benché Drew diversamente da Denise sia più socievole e simpatico. La loro relazione rischia di entrare in crisi quando Denise capisce di amarlo, dopo che lui stesso le aveva confessato quello che prova per lei, ma proprio in quel momento scopre che Drew è sposato, infatti non le aveva detto nulla, anche perché è un procinto di divorziare. Superato questo ostacolo la loro relazione prosegue; nell'ultimo episodio, benché stiano insieme solo da pochi mesi, Denise gli propone di sposarla o di avere un bambino, chiaro riflesso della sua incapacità di gestire i suoi sentimenti quando essi sono di natura amorosa. Alla fine Denise si limita a distruggere il muro che separava le camere da letto del loro dormitorio, portando la loro storia a un livello più alto dato, che in questo modo ora lei e Drew è come se vivessero insieme come una vera coppia.